# Étinehem
Étinehem est une ancienne commune française située dans le département de la Somme, en région Hauts-de-France.
La prononciation locale du nom de la commune est [etinã] l'ensemble de lettres « hem » se prononçant [ã] en Picardie.
Depuis le 1er janvier 2017, Étinehem est devenue une commune déléguée au sein de la commune nouvelle d'Étinehem-Méricourt avec Méricourt-sur-Somme. Le chef-lieu de la commune nouvelle est fixé à Étinehem.

## Géographie
Bordée par le canal de la Somme et les étangs de la Haute-Somme, Étinehem est située à environ 30 kilomètres à l'est d'Amiens et à une douzaine de kilomètres à l'ouest de Péronne.
Étinehem possède des marais et étangs dont on a commencé à extraire de la tourbe vers 1850. Le sol cultivé est surtout argileux sur les plateaux. Le territoire est généralement plat mais plus accidenté du côté de la Somme. Une partie du village est bâtie sur de petits coteaux.
A la fin du XIXe siècle, la profondeur des puits variait de 7 à 33 mètres.

### Hydrographie
Le territoire communal est limité au sud par un des méandres du fleuve côtier la Somme.

## Toponymie
Le nom de la localité est attesté sous les formes Aitenhem en 1158 ; Aitineham en 1174 ; Itaincham et Itincham en 1240 ; Estinehan en 1246 ; Athineham en 1266 ; Hestinehan en 1282 ; Etinehan en 1285 ; Esthinean en 1294 ; Estineham en 1301 ; Estinehem en 1345 ; Ethinnehem en 1547 ; Estimehen — Grand et petit en 1567; Attinghem en 1579 ; Attingen en 1607 ; Etinhen en 1638 ; Estinaut prope Bray…  ; Elvichan en 1648 ; Estinchen (grand et petit) en 1696 ; Etinchen en 1701 ; Etinehem en 1705 ; Estincheu en 1761 ; Estinchem en 1764 ; Estinchum — Estinchem le grand et le petit en 1764 ; Estinchen en 1784 ; Etinchem en 1801.

Albert Dauzat lit Astenhem pour la forme de 1158, il en déduit que l'élément Asten- représente un anthroponyme germanique en Ast- (cf. vieil anglais ǣst, ēst « faveur »). En effet, l'évolution phonétique Ast- > Est- (attestée dès 1246) > Ét- est soutenable. Cependant il ne va pas plus loin, alors que l'élément -en / -in / -ain est sans doute l'évolution du suffixe -ing(a). Il identifie bien l'élément -hem qui pour lui représente le germanique heim « village », éventuellement « foyer, habitation ».
Le toponyme primitif devait être du type *Ǣsting(a)ham, « la maison des gens (de la famille) d’*Ǣsta », nom de personne anglo-saxon.

## Histoire
L'origine du village pourrait dater de l'époque gauloise et il semble qu'il ait été en la possession de l'abbaye de Corbie.
Il existe près de Chipilly, un endroit dénommé le « camp de César » qui fait sans doute partie des nombreux camps de César de France, microtoponymes des XVIIIe siècle et XIXe siècle, qui renvoient généralement à des vestiges n'ayant le plus souvent rien à voir avec les Romains. En extrayant de la tourbe, on a découvert une « chaussée » crayeuse qui passe pour être une voie romaine.
Une châtelaine du village, morte en 1615 a été inhumée dans le cimetière du village, à un kilomètre de l'agglomération, là où se trouvaient le village disparu d'Hébuterne et le château de l'intéressée.
Une chose moins contestable est que Étinehem avait beaucoup plus d'importance au Moyen Âge, puisque deux hameaux du nom de Petit Hem et Hébuterne en dépendaient (ils sont encore cités sur la carte de Delisle et dans la coutume de Péronne). Mais le village est dévasté en 1636 par l'armée espagnole, lorsqu'elle s'éloigne de Bray pour aller passer la Somme à Cerisy. Ces désastres causent la ruine totale de Petit-Hem et d'Hébuterne et affaiblissent beaucoup Étinehem lui-même qui comptait auparavant près de 1 400 âmes, il est ensuite réduit à 270 habitants.

En 1849, comme dans toutes les communes de France, la population masculine majeure peut, pour la première fois, aller voter grâce à l'instauration du suffrage universel. La répartition (en nombre de personnes) de quelques-uns des patronymes des 199 électeurs,(saisie non exhaustive) était alors la suivante :
| Boullange | Boulland | Boitel | Dovillée | Deflandre | Devaux | Dormy | Éloy | Rabache | Tellier | Tourbier |
| 10        | 5        | 2      | 4        | 8         | 3      | 6     | 9    | 10      | 4       | 3        |

En 1899, 60 à 70 ouvriers sont occupés à des activités de bonneterie ; l'extraction et le conditionnement de la tourbe employant alors  25 ouvriers à la bonne saison.

Étinehem au tout début du XXe siècle
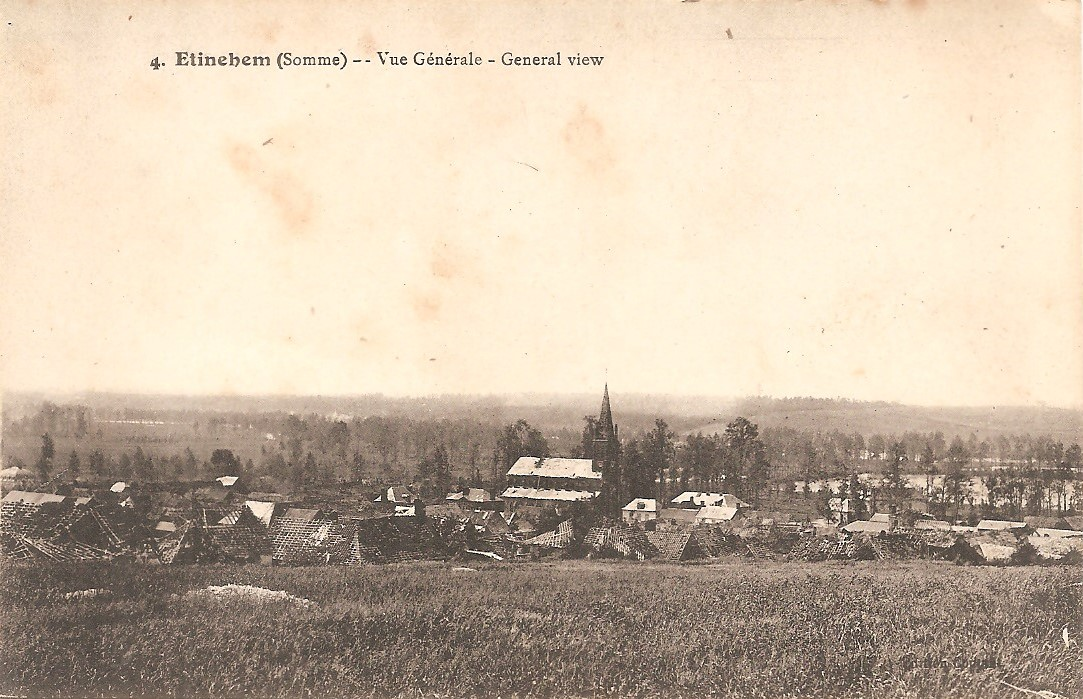
Vue générale.
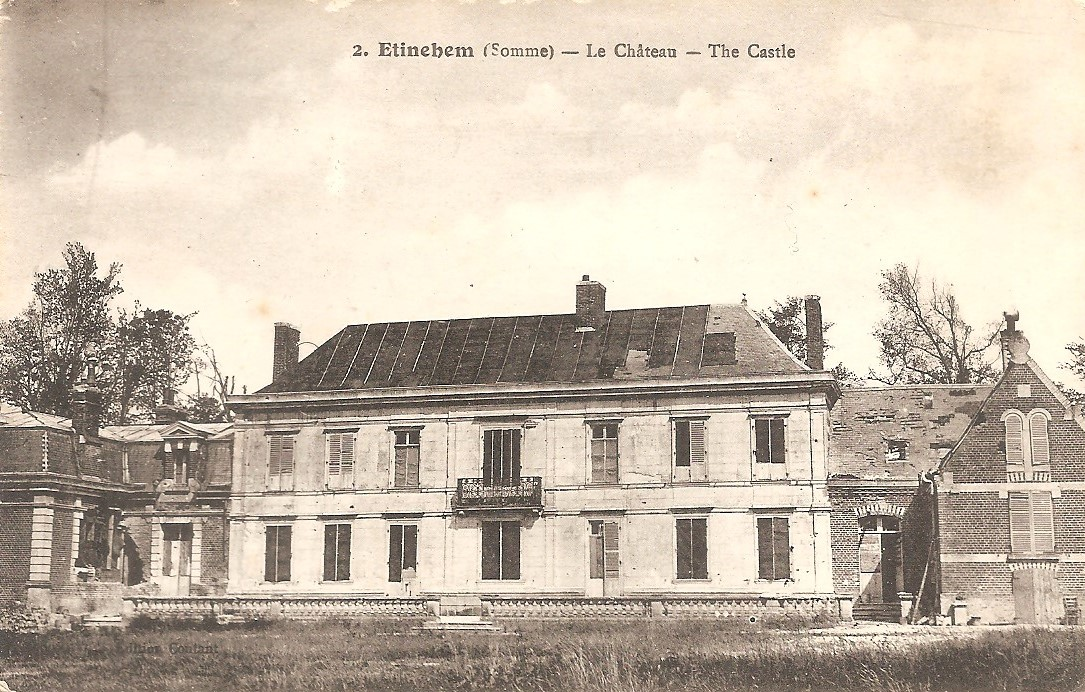
Le château d'Étinehem.

Durant la Première Guerre mondiale, l'église est bombardée le 29 août 1914. En 1916, un hôpital militaire provisoire est aménagé à Étinehem. Le village est occupé par l'armée allemande pendant cinq mois en 1918, avant d'être libéré par les Australiens du général Monach. Il a été décoré de la Croix de guerre 1914-1918 le 27 octobre 1920.
Le 1er janvier 2017 intervient la fusion entre Étinehem et Méricourt-sur-Somme, qui deviennent des communes déléguées de la commune nouvelle d'Étinehem-Méricourt,.

## Politique et administration

### Rattachements administratifs
Étinehem  se trouve dans l'arrondissement de Péronne du département de la Somme. 
Elle faisait partie depuis 1793 du canton de Bray-sur-Somme. Dans le cadre du redécoupage cantonal de 2014 en France, cette circonscription administrative territoriale a disparu, et le canton n'est plus qu'une circonscription électorale.

### Liste des maires
| Période                                  | Période | Identité            | Étiquette | Qualité                        |
| ---------------------------------------- | ------- | ------------------- | --------- | ------------------------------ |
| Les données manquantes sont à compléter. |         |                     |           |                                |
| 1815                                     | 1820    | Mathieu Deflandre   |           |                                |
| Les données manquantes sont à compléter. |         |                     |           |                                |
| 1944                                     |         | François Turluer    |           |                                |
|                                          |         | Camille Dormy       |           | Élu pendant 30 ans             |
| Les données manquantes sont à compléter. |         |                     |           |                                |
| 1983                                     | 1995    | Roger Bourbier      |           |                                |
| 1995                                     |         | Jean-Pierre Rouveau | DVD       | Réélu pour le mandat 2014-2020 |

## Démographie
L'évolution du nombre d'habitants est connue à travers les recensements de la population effectués dans la commune depuis 1793. Pour les communes de moins de 10 000 habitants, une enquête de recensement portant sur toute la population est réalisée tous les cinq ans, les populations de référence des années intermédiaires étant quant à elles estimées par interpolation ou extrapolation. Pour la commune, le premier recensement exhaustif entrant dans le cadre du nouveau dispositif a été réalisé en 2006.

En 2014, la commune comptait 379 habitants, en évolution de +23,05 % par rapport à 2008 (Somme : −1,26 %, France hors Mayotte : +2,11 %).
| 1793 | 1800 | 1806 | 1821 | 1831 | 1836 | 1841 | 1846 | 1851 |
| ---- | ---- | ---- | ---- | ---- | ---- | ---- | ---- | ---- |
| 530  | 519  | 560  | 640  | 682  | 674  | 676  | 698  | 687  |

| 1856 | 1861 | 1866 | 1872 | 1876 | 1881 | 1886 | 1891 | 1896 |
| ---- | ---- | ---- | ---- | ---- | ---- | ---- | ---- | ---- |
| 664  | 674  | 712  | 687  | 672  | 665  | 617  | 593  | 596  |

| 1901 | 1906 | 1911 | 1921 | 1926 | 1931 | 1936 | 1946 | 1954 |
| ---- | ---- | ---- | ---- | ---- | ---- | ---- | ---- | ---- |
| 548  | 494  | 449  | 356  | 357  | 364  | 359  | 341  | 362  |

| 1962 | 1968 | 1975 | 1982 | 1990 | 1999 | 2006 | 2011 | 2014 |
| ---- | ---- | ---- | ---- | ---- | ---- | ---- | ---- | ---- |
| 315  | 284  | 289  | 278  | 279  | 279  | 314  | 366  | 379  |

## Culture locale et patrimoine

### Lieux et monuments
- Église Saint-Pierre (1866) ; l'église primitive se trouvait dans le cimetière.

- Chapelle Sainte-Anne : la chapelle actuelle date de 1761 mais une chapelle plus ancienne était présente auparavant[18].
- Niche abritant probablement le buste de sainte Anne à proximité de la chapelle qui lui est dédiée.

- Étangs de la Haute-Somme.
- Ancien moulin à vent en ruines.
- Nécropole nationale de la Cote-80 : elle a été édifiée pendant la Première Guerre mondiale, succédant au cimetière de l'hôpital militaire temporaire  d'Étinehem et réaménagée en 1923 avec un regroupement de corps provenant des cimetières d'Étinehem et de Méricourt-sur-Somme ; elle rassemble 1 004 corps dont 49 de soldats du Commonwealth (19 Britanniques, 1 Canadien et 29 Australiens)[19].

L'église Saint-Pierre.
Le Tympan de l'église Saint-Pierre.
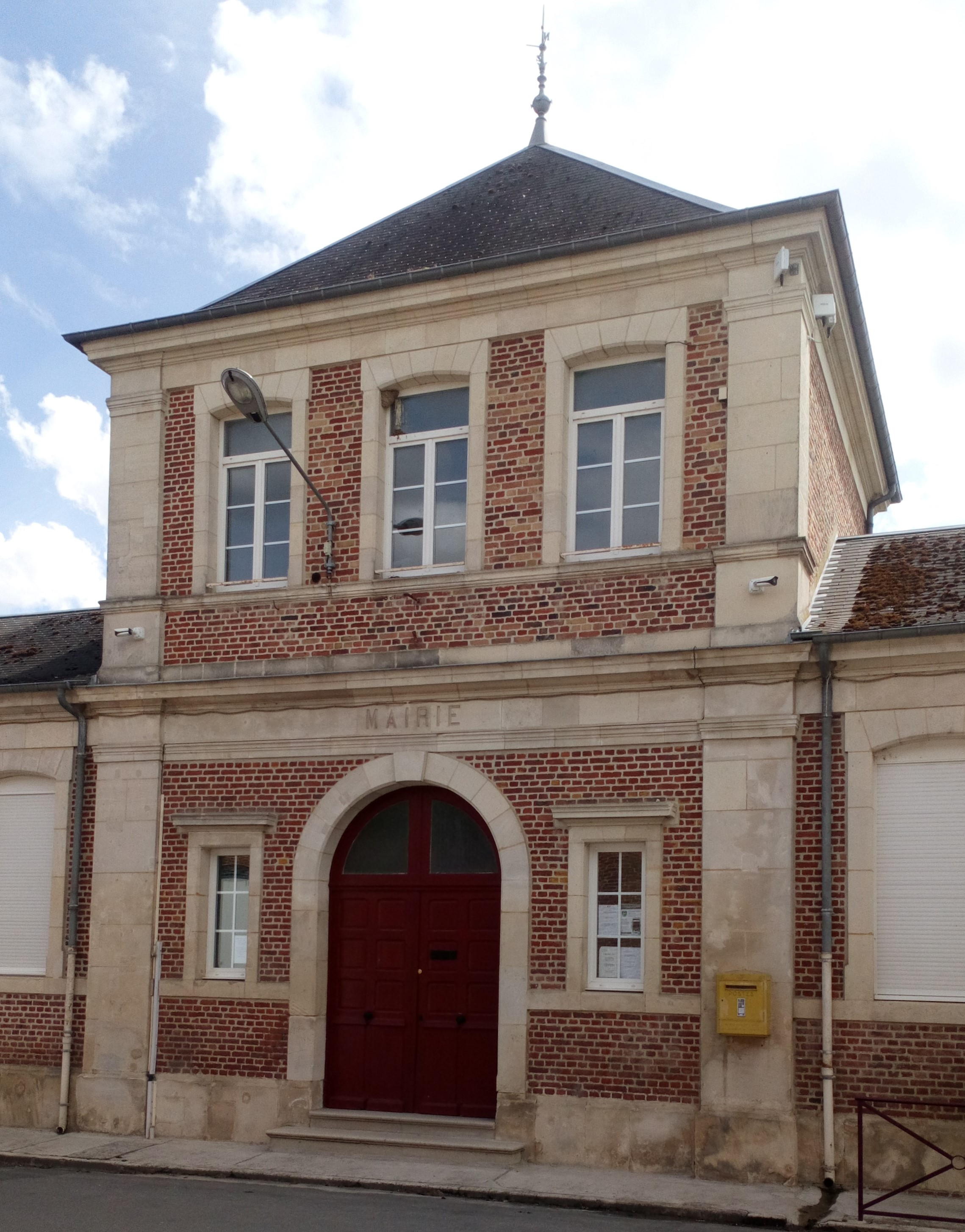
Le pavillon central de la mairie déléguée
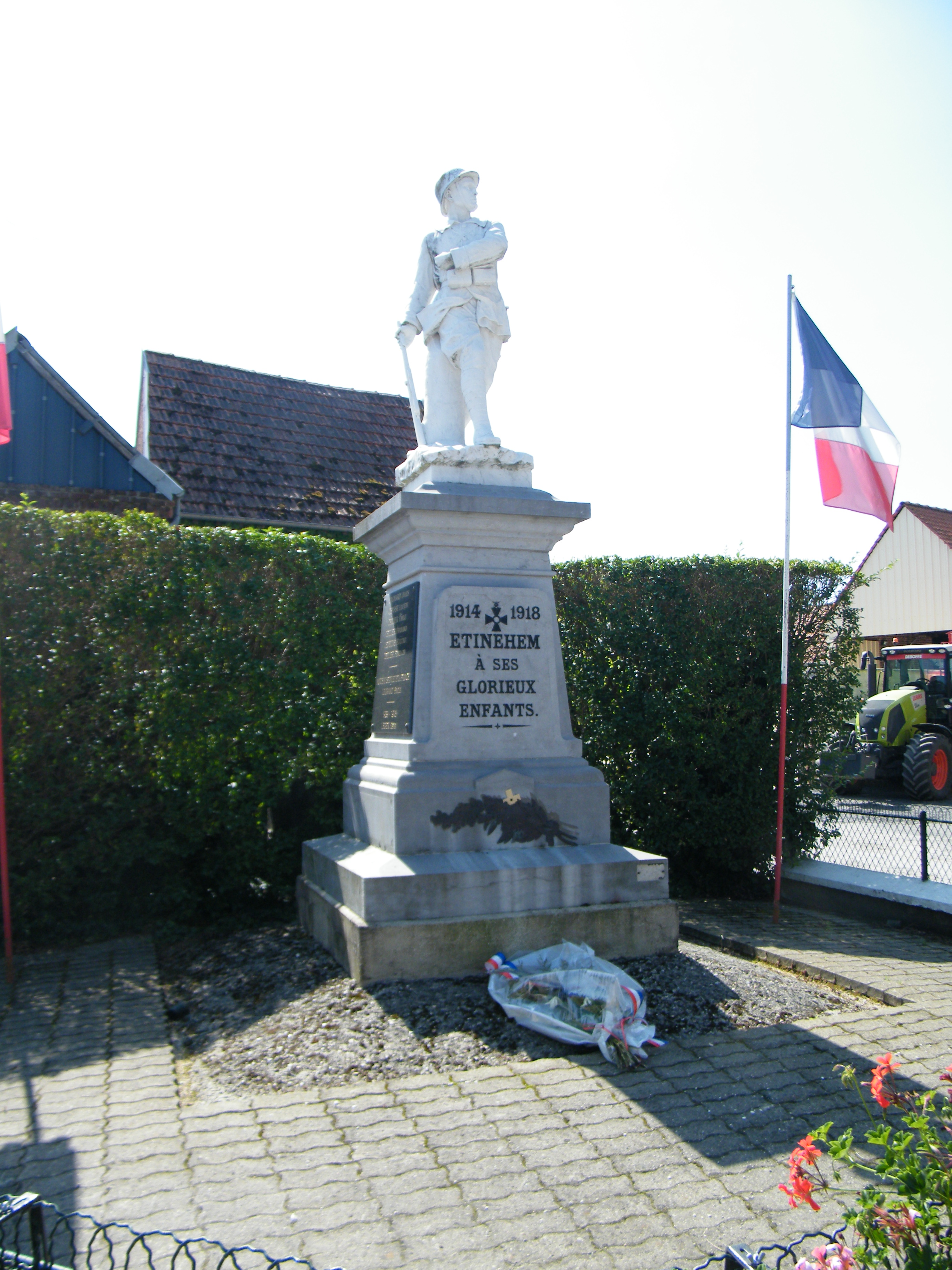
Le monument aux morts.
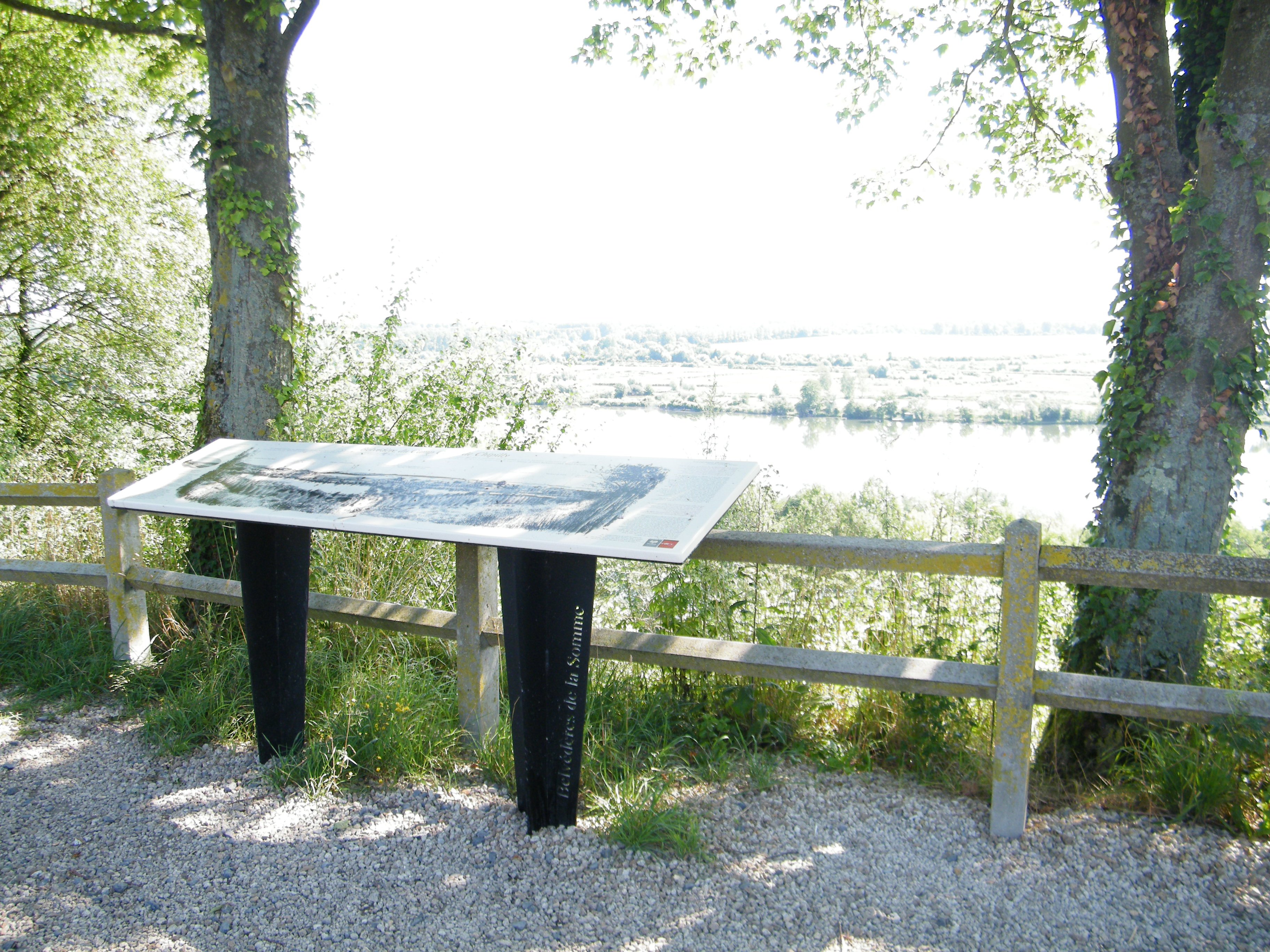
Du belvédère du camp de César, vue sur Étinehem et la vallée de la Haute-Somme.
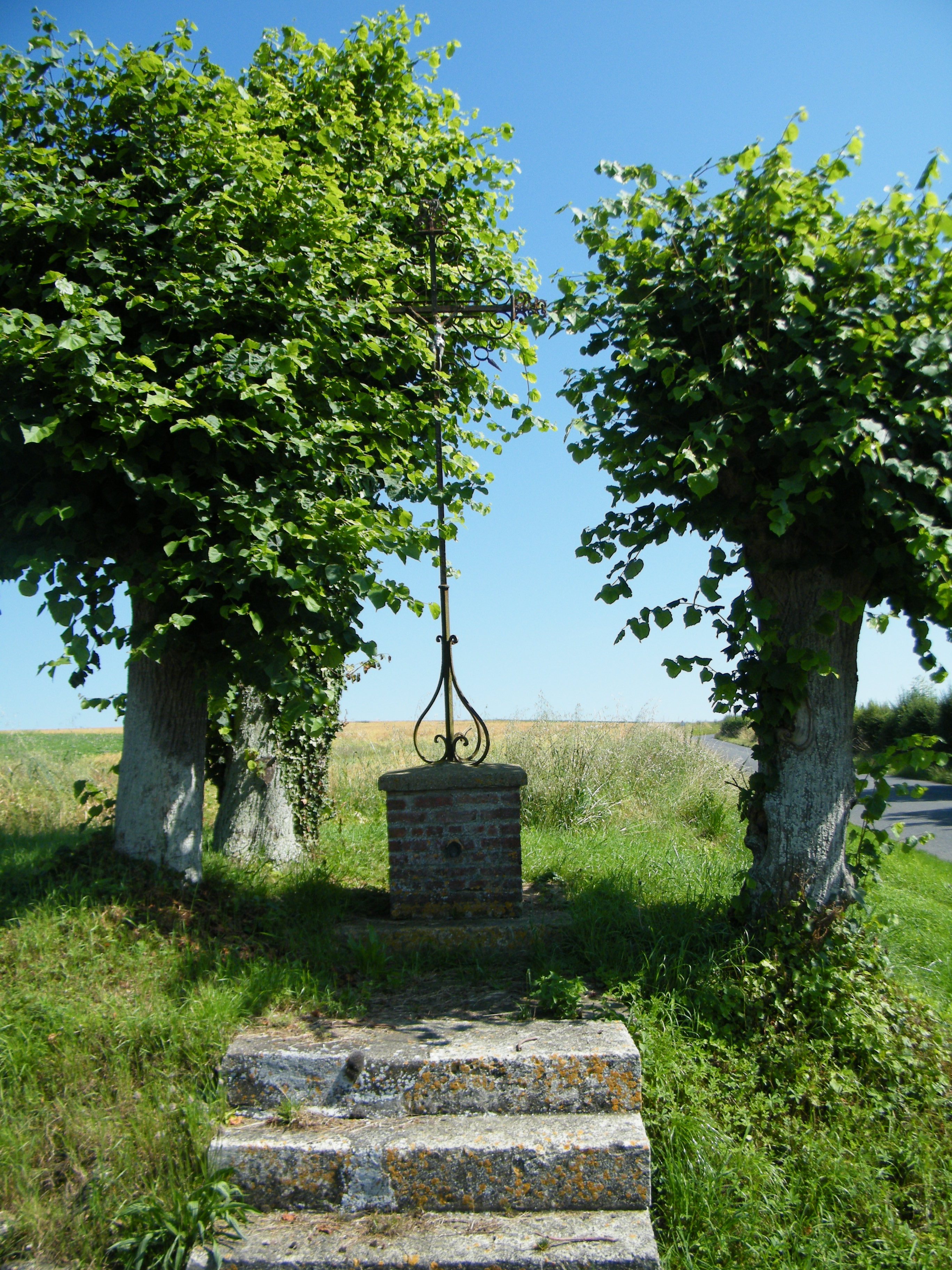
Croix de mission, en sortie de village.

### Personnalités liées à la commune
- Louis Anne Delafons, général de brigade sous la Révolution et l'Empire, né le 3 octobre 1757 à Bernes, mort à Étinehem en 1848.
- Georges Duhamel (1884-1966), médecin, écrivain et poète français, est chirurgien  à l'hôpital militaire temporaire  d'Étinehem en 1916, pendant la Bataille de la Somme[6].